# 진고

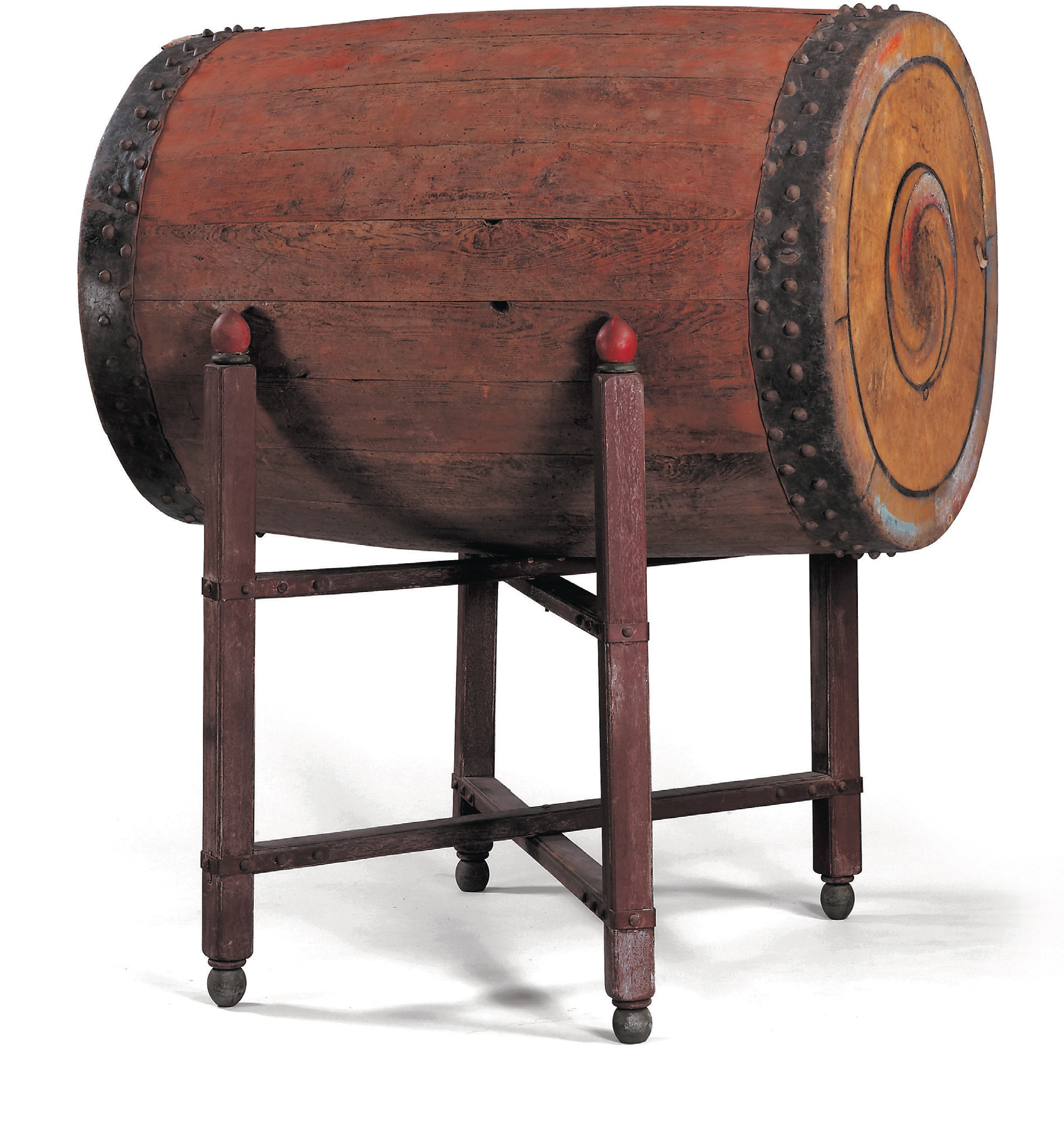
국립고궁박물관의 진고 사진

진고(晋鼓)는 무율 타악기이다. 혁부악기이며, 아악기이다. 중국에서 쓰이던 악기로 고려 예종 때 들어왔다. 《악학궤범》에 따르면 진고는 가죽의 지름이 3척 5촌 3푼(약 107cm), 북통의 길이가 5척(약152cm)이나 되어 북 중에 가장 크며, 절고와 짝을 이룬다. 절고는 등가(登歌)에 사용되는데 반하여 진고는 문묘제향악·종묘제향악의 헌가(軒架)에만 쓰인다. 헌가악의 시작과 끝에 쓰며 절고와 같이 음악의 구절마다 친다. 4개의 기둥에 가름대(橫木)를 설치한 나무틀에 얹어 놓고 치는 큰북(祭享樂)이다. 진고는 헌가의 악기로서 음악을 시작할 때와 그칠 때, 그리고 매구(句) 끝에 노고(路鼓)와 동시에 치는데 퇴(槌)는 나무로 만든다.